# 合趾猿
合趾猿（學名：Symphalangus syndactylus）或大長臂猿是靈長目動物，為長臂猿當中體型最大的一種。合趾猿是其他長臂猿的大小的兩倍，達到1米的高度，重達14公斤。

## 生境
合趾猿分佈於東南亞的馬來西亞及蘇門答臘，棲身於熱帶雨林以及高山森林。牠們比其他長臂猿生活在更高海拔的地方。

## 習性
合趾猿為樹棲性，四枝極為靈活。學名Hylobates解作「樹上的穴居者」，合趾猿利用「臂躍行動」，運用強壯的手臂，於樹木之間穿梭往來，在地上步行時，則會高舉雙臂以平衡身體。
合趾猿主要是在日間活動，過著以家庭為單位的小群體生活。無論雄性還是雌性，於喉嚨之下都有聲囊，鳴叫時聲囊會同時脹大。牠們以叫聲來宣示自己的存在及領域。叫聲之響亮遠至一公里外也可聽到。晚間牠們會於高樹的葉叢中睡覺。
合趾猿屬雜食性，以進食果實、樹葉、花蕾及小動物為主。 

## 保育狀況
合趾猿為瀕危物種，列入瀕危野生動植物種國際貿易公約附錄(I)。香港動植物公園現在饲養了一對合趾猿。

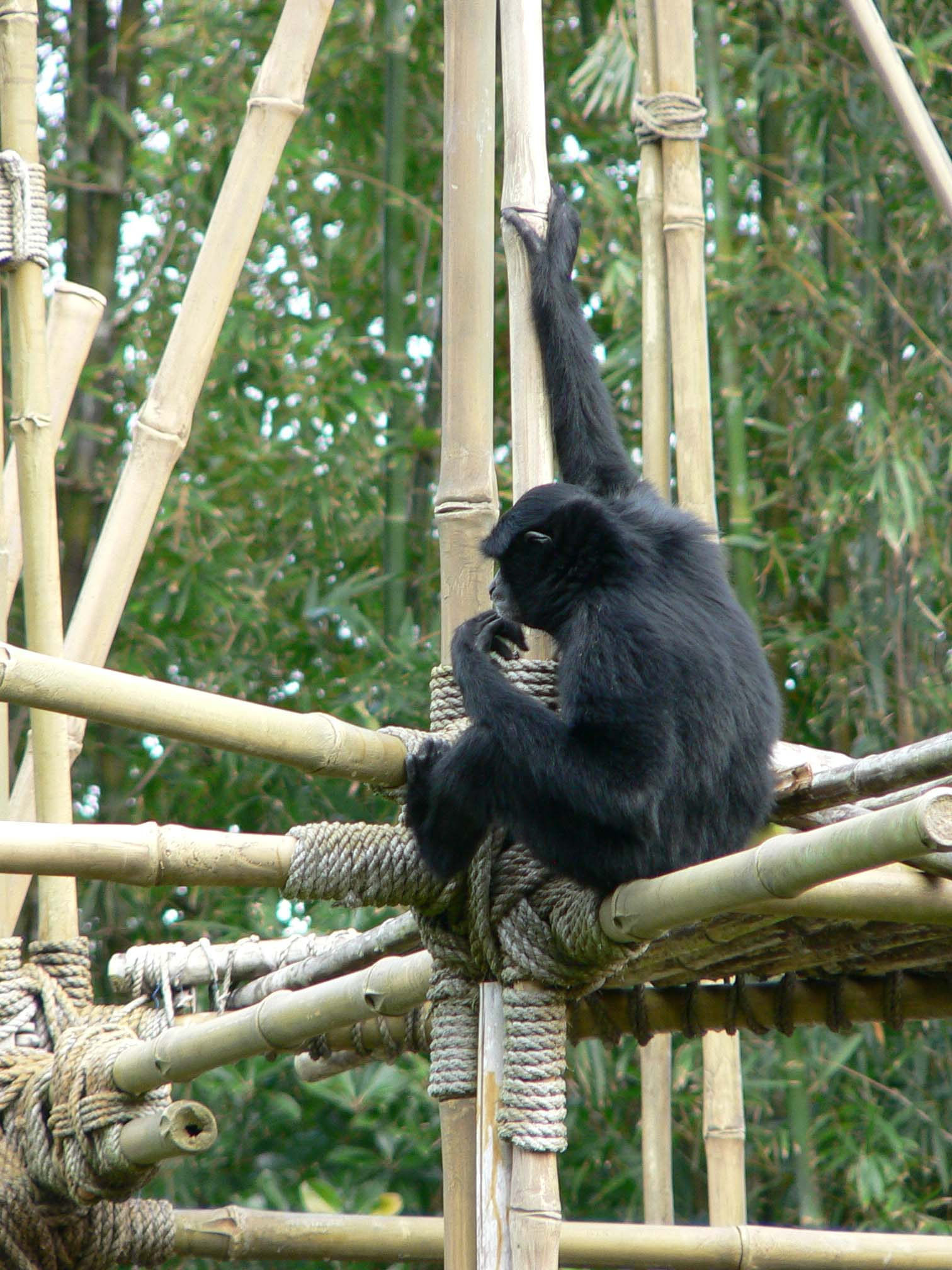
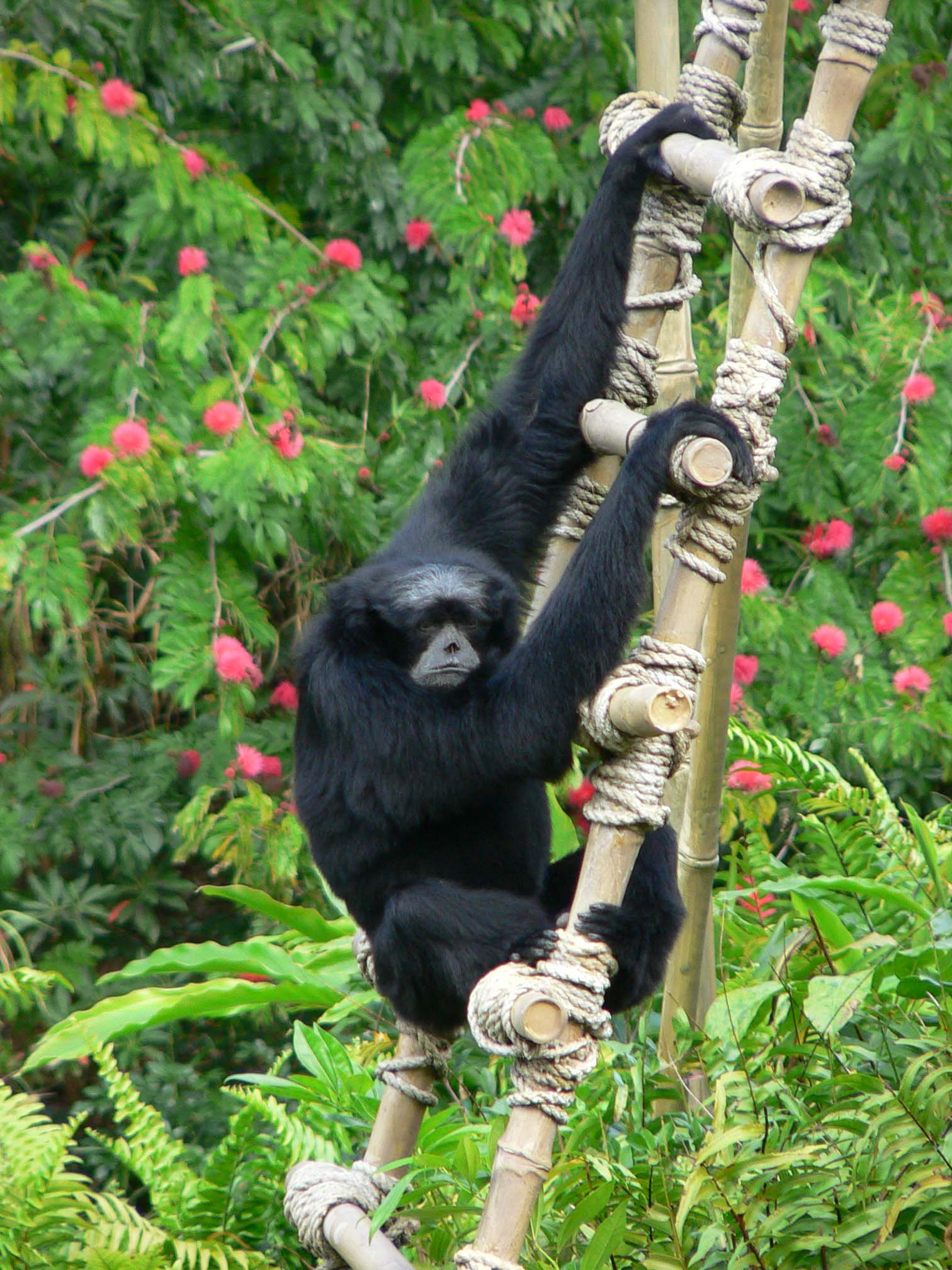
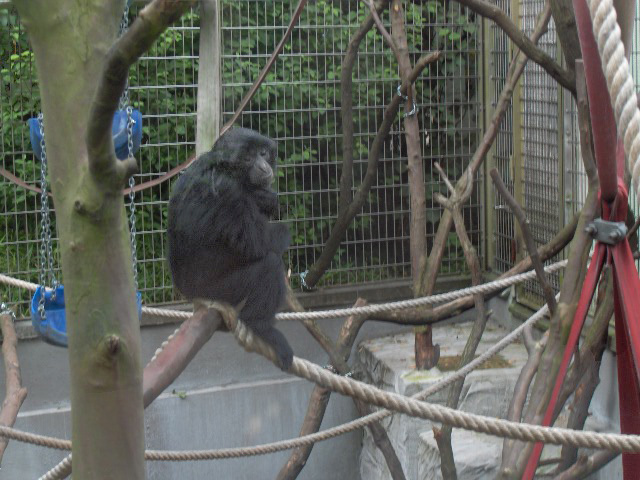
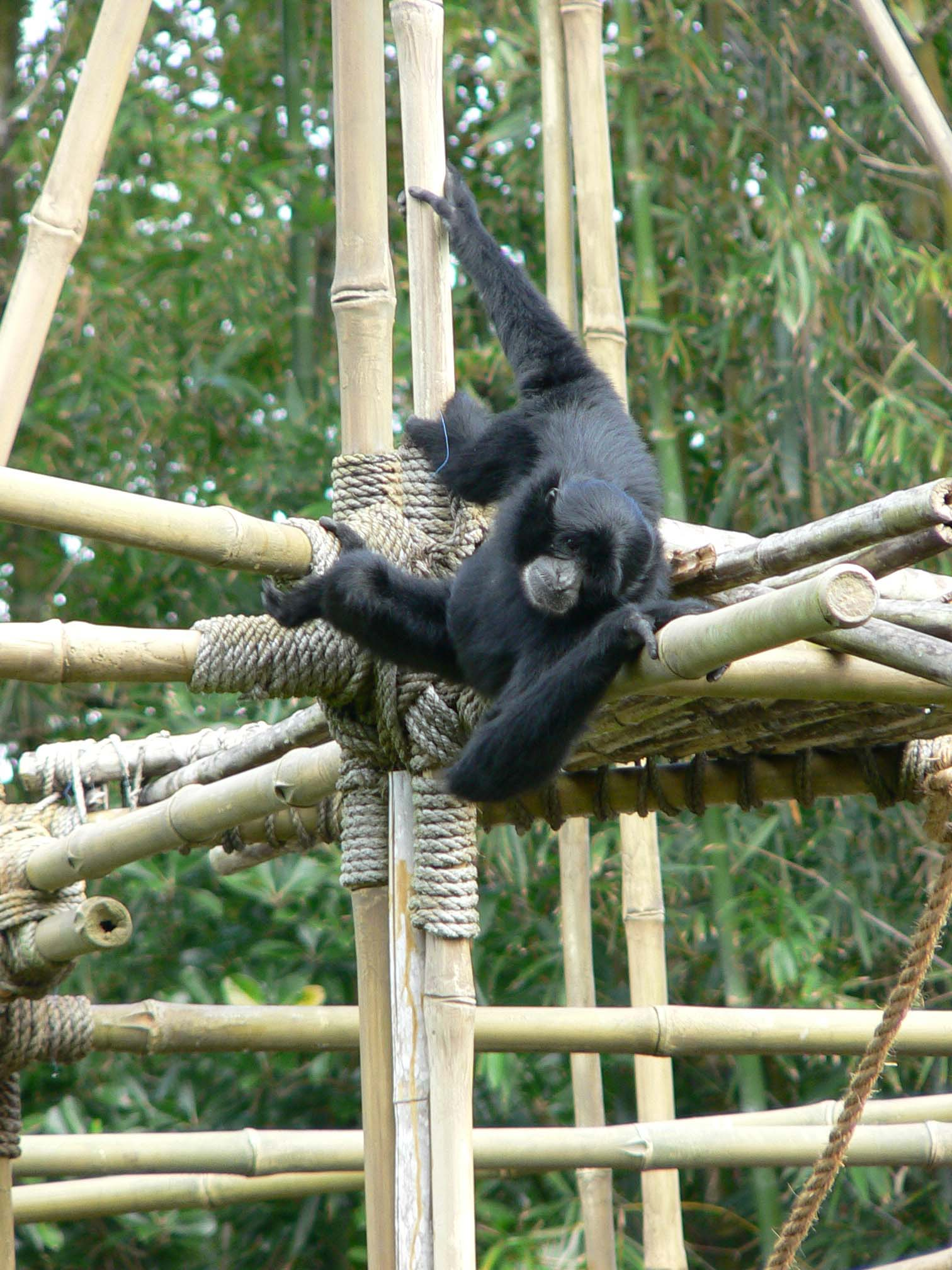

- 2021年1月27日_中国首例剖宫产合趾猿宝宝“满月”